# كوربفوا
كوربفوا (بالفرنسية: Courbevoie)‏ هي بلدية فرنسية تابعة لإقليم أو-دو-سين في إيل دو فرانس وتقع في شمال فرنسا على الضفة الغربية لنهر السين وتعتبر إحدى ضواحي باريس وبها حوالي 87000 نسمة حسب إحصائيات سنة 2008.

## الاسم
يتكون اسم مدينة كوربفوا من كلمتين اثنتين هما كورب (Courbe) وفوا (Voie). أما الكلمة الأولى فتعني أعوج أو مُنحن أو غير مستقيم. أما الكلمة الثانية فتعني الطريق. إذا، كان المكان طريقا منحنيا يؤدي من باريس إلى نورماندي عبر ما يسمى طريقا رومانية.

## توأمة
لكوربفوا اتفاقيات توأمة مع:
- فرويدنشتات

## أعلام
- لويس دي فنيس
- إبراهيم ديبي إتنو

## وصلات خارجية
- الموقع الرسمي لعمادة المدينة